# Товкачівська сільська рада (Овруцький район)
Товкачівська сільська рада — колишня адміністративно-територіальна одиниця та орган місцевого самоврядування у Овруцькому районі Коростенської і Волинської округ, Київської та Житомирської областей Української РСР з адміністративним центром у селі Товкачі.

## Населені пункти
Сільській раді на час ліквідації були підпорядковані населені пункти:
- с. Гептари;
- с. Костюків Ліс;
- с. Радчиці;
- с. Сташки;
- с. Товкачі.

## Населення
Кількість населення ради, станом на 1923 рік, становила 2 018 осіб, кількість дворів — 433.

## Історія та адміністративний устрій
Створена 1923 року в складі сіл Гаптари (Гептари), Гусари, Літин, Редчиці (згодом — Радчиці), Сташки, Товкачі та хуторів Виньків (Віньків), Грезля, Костюків Ліс, Невмержицький і Норбертів Гладковицької волості Овруцького повіту Волинської губернії. 7 березня 1923 року включена до складу новоствореного Овруцького району Коростенської округи. Станом на 17 грудня 1926 року у підпорядкуванні значилися х. Юлино та зал. роз'їзд Товкачівський. Після 1926 року с. Літин злилося із с. Сташки, у 1941 році с. Гусари злилося із с. Сташки. На 1 жовтня 1941 року хутори Виньків, Грезля, Невмержицький, Юлино і Товкачівський зал. роз'їзд не перебували на обліку населених пунктів.
Станом на 1 вересня 1946 року сільська рада входила до складу Овруцького району Житомирської області, на обліку в раді перебували села Гептари, Костюків Ліс, Радчиці, Сташки й Товкачі.
На 10 лютого 1952 року х. Норбертів значився у списках на зселення.
Ліквідована 11 серпня 1954 року, відповідно до указу Президії Верховної ради Української РСР «Про укрупнення сільських рад по Житомирській області», територію та населені пункти ради приєднано до складу Кирданівської сільської ради Овруцького району Житомирської області.